# Киселёв, Иосиф Михайлович
Иосиф Михайлович (Моисеевич) Киселёв (3 [15] марта 1905, с. Ширяевка, Черниговская губерния — 3 июня 1980, Киев) — советский писатель, сценарист, литературовед.

## Биография
Родился 3 (15) марта 1905 года в с. Ширяевка (ныне — Гордеевского района Брянской области) в семье служащего. В 1927 году окончил Харьковский медицинский институт. Печатался с 1928 г.
Участник Великой Отечественной войны — был призван в РККА в августе 1942 года Самаркандским РВК (Узбекская ССР); служил специальным корреспондентом газеты «За нашу Победу», корреспондентом-организатором фронтовой газеты «За честь Батьківщины». Член КПСС с 1945 года.
Умер 3 июня 1980 года в Киеве.

## Творчество
Автор сценариев документальных фильмов: «II съезд писателей Украины» (1949) и «Украинские мастера шелка» (1954). Автор книг по истории и теории украинской драматургии и театрального искусства. Перевёл на русский язык пьесы «Не называя фамилий» Минко, «Фараоны» Коломийца.
Был членом Союза писателей Украины.

## Издания
- Одвічна дружба: тема возз'єднання України з Росією в історичній драматургії / Й. М. Кисельов. — К. : Рад. письменник, 1954. — 189 с.
- Театральні портрети: нариси про майстрів української радянської сцени / Й. М. Кисельов. — К. : Мистецтво, 1955. — 337 с.
- Драматургічна майстерність: Питання української радянської драматургії / Держлітвидав УРСР, 1956 р.
- П'єса і вистава / Й. М. Кисельов. — К. : Держ. вид-во образотворчого мистецтва і музичної літератури УРСР, 1960.
- Перші заспівувачі: Літературні портрети українських радянських драматургів / Радянський письменник, 1964 р.
- Драматурги України: літературні портрети / Дніпро, 1967 р.
- Конфлікт у художньому творі / 1962 р.
- Конфлікти і характери: Проблеми української радянської драматургії / Радянський письменник, 1953 р.
- Епічна поезія: нариси сучасної української епічної поезії / Й. М. Кисельов. — Доповн. та переробл. вид. — К. : Держлітвидав, 1961. — 236 с.
- Герой і час: літературно-критичні нариси про сучасну українську драматургію / Радянський письменник, 1969 р.
- Величний образ: ленініана укр. драматургії / Й. М. Кисельов. — К. : Дніпро, 1970. — 170 с.
- Разом з життям: майстри української сцени / Й. М. Кисельов. — К. : Мистецтво, 1972. — 407 с.
- Розвідники часу: літ.- критич. нариси про сучас. укр. рад. драматургію / Й. М. Кисельов. — К. : Рад. письменник, 1973. — 279 с.
- Зустрічі з сучасником: слово про укр. рад. драматургів / Й. М. Кисельов. — К. : Мистецтво, 1975. — 277 с.
- Поетеса української сцени: життя і творчість народної артистки СРСР Наталії Михайлівни Ужвій / Йосип Кисельов. — К. : Мистецтво, 1978. — 205 с.
- З глибин життя: літературно-критичні нариси / Радянський письменник, 1980 р.

## Награды
- Орден Красной Звезды (5.5.1943)[4]
- Орден Отечественной войны II степени (14.4.1945)[5]